# Jazzpospolita
Jazzpospolita ist eine polnische Jazzband.

## Geschichte
Der Name Jazzpospolita ist eine Anspielung auf das altpolnische Wort rzeczpospolita, Republik/res publica. Die Band wurde 2008 von Stefan Nowakowski und Wojtek Oleksiak in Warschau gegründet. Bartek Borowiec (Gitarre) und Daniel Grzeszykowski (Saxophon) wurden noch vor der Einspielung der Debüt-EP durch Michał Przerwa-Tetmajer und Michał Załęski ersetzt.
Die Musik von Jazzpospolita oszilliert zwischen Jazz, Rock und Elektronik; sie wurde mit Bands wie Jaga Jazzist oder Tortoise verglichen. Teilweise seien ihre Lieder Post-Rock näher als Jazz.
Die Band tourt extensiv in Europa und tritt regelmäßig auf Jazz-Festivals. 2015 tourte sie gemeinsam mit Pink Freud durch China.
2014 erschien Michał Przerwa-Tetmajers Debüt-Album Doktor filozofii.

## Diskografie
- Polished Jazz (EP; Ampersand, 2009)
- Almost Splendid (Ampersand, 2010)
- Impulse (Ampersand, 2012)
- RePolished Jazz (Audiocave, 2013)
- Jazzpo! (Postpost, 2014)
- Jazzpo! Live Made in China (Postpost, 2016)
- Humanizm (Postpost, 2017)
- Przypływ (Audio Cave, 2020)
- Obiekt (Audio Cave, 2023)